# Farming Simulator
Farming Simulator är en serie av jordbrukssimulatorspel utvecklad av Giants Software. Platserna i spelet är baserade på amerikanska och europeiska miljöer. Spelare kan föda upp boskap och odla grödor och sälja alla tillgångar som skapas från jordbruket. Med pengar kan spelare köpa jordbruksmaskiner och tillbehör som behövs för att ta hand om ett jordbruk.